# Kościół Matki Boskiej Nieustającej Pomocy w Hrubieszowie
Kościół rzymskokatolicki pw. MB Nieustającej Pomocy w Hrubieszowie – kościół znajdujący się w Hrubieszowie przy ulicy Dwernickiego. Zbudowany jako cerkiew prawosławna w latach 1903–1905.

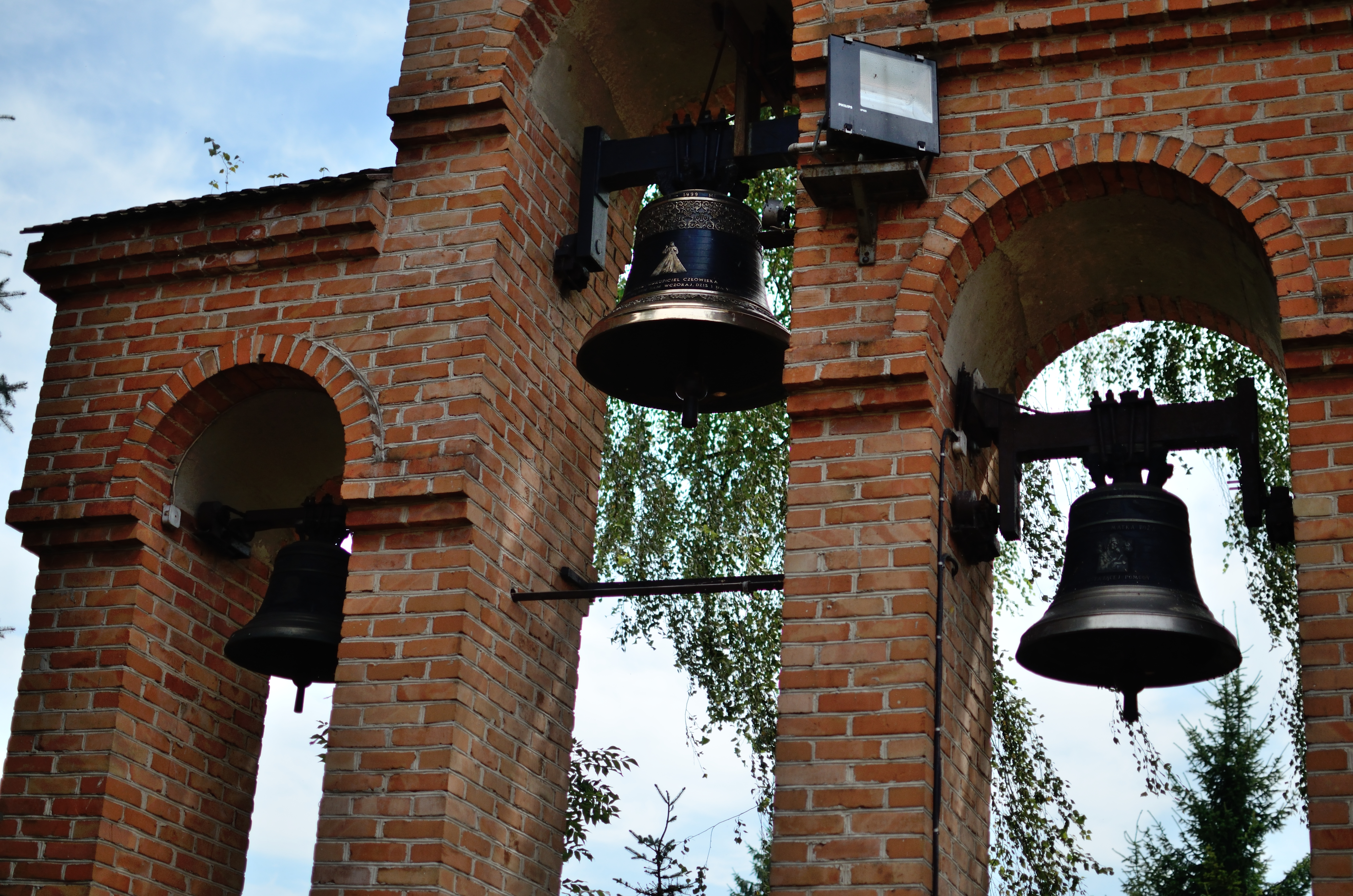
Dzwonnica

Proboszczem parafii jest ks. Marek Kuśmierczyk, do 2020 był nim ks. prałat ppłk. Andrzej Puzon. W skład parafii wchodzą: północna część miasta Hrubieszów oraz wsie Obrowiec, Świerszczów, Dziekanów i Teptiuków. Liczy ok. 6500 wiernych. Jest również siedzibą dekanatu Hrubieszów Północ.

## Historia
- Budynek dzisiejszego kościoła został wzniesiony razem z kompleksem koszar wojska rosyjskiego jako cerkiew wojskowa, w latach 1903–1905[2].
- W 1918 r. przemianowano ją na kościół katolicki przeznaczony dla stacjonującego wówczas 2 Pułku Strzelców Konnych.
- W 1939 r. w czasie okupacji Niemcy zamienili go na stajnię i magazyny dla broni.
- W 1944 r. ponowna zamiana budynku na kościół katolicki.
- W 1948 r. parafię odwiedził ówczesny biskup lubelski Stefan Wyszyński.
- W 1953 r. kościół został zamknięty przez władze PRL i zamieniony na magazyn dla wojska, lecz nie był remontowany i zaczął niszczeć.
- W 1982 r. kościół został odbudowany i ponownie otwarty z inicjatywy ks. Stanisława Chomicza, który został proboszczem nowej parafii.
- W 1983 r. odbudowano 2 wieże, wykonano odwodnienie i obłożono marmurem filary kościoła. Renowację budynku przeprowadzono według projektu Wiktora Zina[2]. Nowym proboszczem został ks. Andrzej Puzon.
- W 1985 r. rozpoczęto budowę Domu Parafialnego wraz z częścią katechetyczną o pow. 600 m²
- W 1987 r. ufundowano tabernakulum i rozpoczęto budowę kaplicy w Dziekanowie pw. MB Anielskiej.
- W 1989 r. zakupiono działkę wraz z budynkiem na punkt katechetyczny w Obrowcu i oddano do zamieszkania budynek Domu Parafialnego.
- W 1990 r. ufundowano ławki do kościoła.
- 21 stycznia 1991 r. z chwilą przywrócenia Ordynariatu Polowego, utworzono personalną parafię wojskową, a poprzedni proboszcz był kapelanem w stopniu podpułkownika.
- W 1992 r. wybudowano dzwonnicę i ufundowano do niej 2 dzwony.
- W 1995 r. powstała Stacja Opieki Caritas.
- W 1996 r. wykonano i ufundowano 12 witraży przedstawiających 12 apostołów. Wykonawcami byli artyści z Kijowa.
- W 2000 r. ufundowano trzeci dzwon 600 kg do dzwonnicy na 600 lecie miasta Hrubieszowa, zakupiono włoskie organy Viscont dla kościoła.
- W 2003 r. odbyła się msza odpustowa z okazji 100-lecia parafii i 25-lecia pontyfikatu papieża Jana Pawła II, której przewodniczył bp Jan Śrutwa. Upamiętnia to tablica pamiątkowa.
- 16 i 17 czerwca 2004 r. parafię nawiedziła kopia obrazu Matki Boskiej Częstochowskiej.
- W 2006 r. kupiono cyfrowe ekrany, na których są wyświetlane teksty pieśni religijnych i ogłoszenia parafialne, ułożono kostkę brukową wokół kościoła.
- 24 czerwca 2007 r. odbyła się uroczysta msza odpustowa z okazji 25-lecia odzyskania parafii, której przewodniczył abp Stanisław Wielgus (w latach 1968–1969 wikariusz w tym mieście) i była transmitowana za pośrednictwem telewizji Trwam.
- 8 października 2007 r. parafia obchodziła 15-lecie Caritas Polska. Odbyła się z tej okazji msza święta, na którą został zaproszony biskup zamojsko-lubaczowski Wacław Depo i dyrektor Caritas Polska Marian Subocz.
- 22 czerwca 2008 r. odpust w parafii pod przewodnictwem kardynała Stanisława Nagy’iego z Krakowa.